# Сайнс, Альберто
Карлос Альберто Сайнс (исп. Carlos Alberto Sainz; 13 декабря 1937, Буэнос-Айрес) — аргентинский футболист, защитник.

## Клубная карьера
Альберто Сайнс начинал свою футбольную карьеру в 1958 году в клубе «Архентинос Хуниорс». В 1962 году Сайнс переходит в «Ривер Плейт», с которым он в 1966 году выходит в финал Кубка Либертадорес, проигранный уругвайскому «Пеньяролю». В 1968 году он перебирается в команду «Сан-Лоренсо» из Мар-дель-Платы, где через сезон Сайнс и завершает свою карьеру.

## Международная карьера
Альберто Сайнс попал в состав сборной Аргентины на Чемпионат мира 1962 года. Из 3-х матчей Аргентины на турнире Сайнс появлялся на поле в двух: в первой игре группового этапа против сборной Болгарии и в последней — против Венгрии.